# Le Cahier rouge

Le Cahier rouge est un roman de Benjamin Constant écrit en 1807 et paru en publication posthume en 1907. 
Dans Le Cahier rouge se retrouvent des éléments autobiographiques de son auteur. Benjamin Constant décrit le portrait frivole d'un héros armé d'un culot sans complexe et d'une chance insolente que seul limite le respect de l'autorité paternelle. Avec tantôt de l'esprit, tantôt de l'humour, il se montre extravagant, et parfois ouvertement insolent. Itinérant à l'instar d'un Jean-Jacques Rousseau, au gré des déplacements de son père Louis-Arnold-Juste Constant de Rebecque, colonel dans un régiment suisse au service de la Hollande à Huningue en septembre 1772, seul le voyage l'apaise et le désœuvrement absolu qui lui permet de vivre selon ses choix, loin des excès et du désaveu paternel.
Benjamin Constant évoque ses études à l'Université d'Édimbourg, où il rencontre le philosophe et homme politique britannique James Mackintosh, ainsi que l'historien écossais Malcolm Laing. Il mentionne ses séjours à Paris chez le couple d'écrivains Amélie et Jean Baptiste Antoine Suard, sa brève rencontre avec la future femme d'Emmanuel de Pastoret, et détaille les débuts de sa relation avec Isabelle de Charrière.

## Sources
- Le Cahier rouge. 
Auteur : Benjamin Constant.
Éditeur : Gallimard, Paris. Collection : Folio 2 euros n°4639